# John Caius
John Caius MD (født John Kays) (6. oktober 1510 - 29. juli 1573), også kendt som Johannes Caius, var en engelsk læge, og anden grundlægger af det nuværende Gonville and Caius College, Cambridge.
Han var dronning Elizabeth 1. af England Livlæge.
| Biografi | Spire Denne biografi er en spire som bør udbygges. Du er velkommen til at hjælpe Wikipedia ved at udvide den. |